# 449922 Bailey
449922 Bailey este o planetă minoră (asteroid), cu un diametru de 4,126 km, din centura de asteroizi. A fost descoperită pe 9 iunie 2010 la Wide-field Infrared Survey Explorer⁠(d) de Wide-field Infrared Survey Explorer⁠(d). 
Obiectul prezintă o orbită caracterizată de o semiaxă mare de 3,0855016330822 UAi, o excentricitate de 0,14, o înclinație de 24,34 ° în raport cu ecliptica.